# Overwatch (trò chơi điện tử)
Overwatch là một trò chơi nhiều người chơi bắn súng góc nhìn thứ nhất dựa trên đồng đội năm 2016 được phát triển và xuất bản bởi Blizzard Entertainment. Được mô tả như một "trò chơi bắn súng anh hùng",  Overwatch chỉ định người chơi thành hai đội sáu người, với mỗi người chơi chọn từ danh sách nhân vật, được gọi là "anh hùng", với những khả năng độc đáo. Các nhóm chung tay để hoàn thành các mục tiêu cụ thể của bản đồ trong một khoảng thời gian giới hạn. Blizzard đã thêm các nhân vật, bản đồ và chế độ chơi mới sau khi phát hành, tất cả đều miễn phí, với một khoản chi phí bổ sung duy nhất cho người chơi là loot box tùy chọn để mua các đồ trang trí. Trò chơi phát hành cho PlayStation 4, Xbox One và Windows vào tháng 5 năm 2016 và Nintendo Switch vào tháng 10 năm 2019. Bản vá hiệu suất được tối ưu hóa cho Xbox Series X và Series S phát hành tháng 3 năm 2021. Hỗ trợ chơi đa nền tảng trên tất cả các hệ máy.
Overwatch là nhượng quyền thương mại lớn thứ tư của Blizzard và ra đời sau việc trò chơi nhập vai trực tuyến nhiều người chơi Titan bị hủy bỏ năm 2014. Một phần của đội Titan được truyền cảm hứng từ sự thành công của các game bắn súng góc nhìn thứ nhất dựa trên đội như Team Fortress 2 và sự phổ biến của các trò chơi đấu trường trận đấu trực tuyến nhiều người chơi, tạo ra một game bắn súng dựa trên anh hùng, nhấn mạnh tinh thần đồng đội. Một số yếu tố của Overwatch vay mượn các khái niệm từ dự án Titan  đã bị hủy bỏ.
Overwatch đã ra mắt tại sự kiện BlizzCon năm 2014 và trong giai đoạn closed beta từ cuối năm 2015 đến đầu năm 2016. Bản beta mở trước khi phát hành đã thu hút gần 10 triệu người chơi. Overwatch nhận được sự hoan nghênh nhiệt liệt từ các nhà phê bình, ca ngợi trò chơi về khả năng tiếp cận, sự hấp dẫn đa dạng của các nhân vật anh hùng, phong cách nghệ thuật hoạt hình và lối chơi thú vị. Blizzard đã báo cáo doanh thu hơn 1 tỷ đô la Mỹ trong năm đầu tiên phát hành và có hơn 50 triệu người chơi sau ba năm. Overwatch  được coi là một trong trò chơi điện tử hay nhất mọi thời đại, nhận được nhiều giải thưởng trò chơi của năm và các giải thưởng khác. Trò chơi là một esport nổi tiếng, với sự tài trợ của Blizzard và sản xuất Overwatch League toàn cầu.
Phần tiếp theo, Overwatch 2, đã được công bố vào năm 2019 và sẽ bao gồm các chế độ nhiều người chơi hợp tác người chơi so với môi trường (PvE) mới. Ngoài ra, nó sẽ có một môi trường nhiều người chơi cạnh tranh chung, cho phép người chơi của cả hai trò chơi đấu với nhau. Trong khi nó sẽ được bán dưới dạng một trò chơi riêng biệt, các anh hùng, bản đồ và chế độ chơi cạnh tranh hoàn toàn mới cũng sẽ tồn tại trong  Overwatch.

## Lối chơi
Overwatch là một trò chơi theo đội trực tuyến thường được chơi dưới dạng bắn súng góc nhìn thứ nhất. Trò chơi có một số chế độ chơi khác nhau, thiết kế chủ yếu xoay quanh chiến đấu theo đội với hai đội đối lập, mỗi đội sáu người chơi. Người chơi chọn một trong hơn hai chục nhân vật anh hùng được tạo sẵn từ một trong ba loại lớp: Anh hùng sát thương gây ra phần lớn sát thương để tấn công hoặc bảo vệ điểm kiểm soát, Anh hùng xe tăng có thể hấp thụ một lượng lớn sát thương và Anh hùng hỗ trợ cung cấp chữa bệnh hoặc các phép bổ trợ khác cho đồng đội của họ. Mỗi anh hùng có một bộ kỹ năng riêng biệt, xác định các thuộc tính nội tại của họ như điểm máu]và tốc độ chạy, các đòn tấn công chính của họ, một số kỹ năng chủ động và bị động, và một kỹ năng tối thượng chỉ có thể được sử dụng sau khi tích lũy bằng việc gây sát thương cho kẻ thù và chữa bệnh cho đồng minh. Người chơi có thể thay đổi anh hùng trong suốt trận đấu, vì mục tiêu của thiết kế Overwatch là khuyến khích các thành viên nhóm năng động thích ứng với mọi tình huống. Thể loại của trò chơi đã được một số nhà báo mô tả là "trò chơi bắn súng anh hùng", do thiết kế của nó xoay quanh các anh hùng và lớp cụ thể.
Trò chơi có các chế độ chơi như bình thường, xếp hạng cạnh tranh và hỗ trợ các cuộc thi esports bao gồm cả Overwatch League của Blizzard. Các chế độ này thường tập trung vào việc đảm bảo kiểm soát tuần tự các điểm trên bản đồ hoặc hộ tống tải trọng giữa các điểm trên bản đồ, với một đội tấn công trong khi đội kia phòng thủ. Các chế độ khác dành riêng cho các trận đấu thông thường bao gồm trận đấu solo và trận đấu đồng đội, bắt cờ và các chế độ chỉ chạy trong các sự kiện theo mùa giải. Các bản cập nhật gần đây hơn đã cho phép người dùng tạo chế độ trò chơi của riêng họ với một bộ công cụ tạo kịch bản giới hạn. Các nhân vật và bản đồ mới đã được thêm thường xuyên vào trò chơi kể từ khi ra mắt, mở rộng danh sách anh hùng ban đầu từ 21 lên 32 vào tháng 4 năm 2020. Bất kể thắng hay thua trong một trận đấu, người chơi sẽ nhận được kinh nghiệm ở cấp độ người chơi và khi đạt được cấp độ mới, nhận loot box chứa các đồ trang trí mà người chơi có thể sử dụng để tùy chỉnh diện mạo của nhân vật anh hùng, nếu không cũng sẽ không ảnh hưởng đến trò chơi. Hộp loot cũng có thể được mua bằng microtransaction.

## Cốt truyện
Tại Trái Đất trong một tương lai gần, con người phải đối mặt với cuộc "Khủng hoảng Omnic" ("Omnic Crisis") trên toàn cầu. Cuộc khủng hoảng này đặt con người vào tình trạng nguy hiểm khi họ phải đối mặt với sự trỗi dẫy của trí tuệ nhân tạo Omnic dẫn đến những cuộc xung đột giữa người và máy móc. Trước tình hình đó, Liên Hợp Quốc đã phải lập ra một lực lượng đặc nhiệm tinh nhuệ mang tên "Overwatch" để bảo vệ nhân loại. Lực lượng này đã giúp chấm dứt xung đột và kết thúc cuộc khủng hoảng. Những năm sau đó Overwatch tiếp tục là lực lượng bảo vệ hòa bình Thế giới, nhưng bắt đầu có những mâu thuẫn nảy sinh trong nội bộ của họ. Cùng lúc đó, những sự kiện khủng bố diễn ra liên tiếp trên toàn cầu và Chính quyền bất lực trong việc ngăn chặn chúng khiến tình hình Thế giới trở nên hỗn loạn, nguy hiểm nhất trong số đó là tổ chức khủng bố Talon. Dân chúng bắt đầu mất niềm tin vào Chính phủ cũng như Overwatch. Những thế lực xấu đã lợi dụng tình hình đó để loại bỏ Overwatch, tổng hành dinh của họ ở Thụy Sỹ bất ngờ bị đánh sập, cướp đi sinh mạng của Chỉ huy Jack Morrison (tức Soldier: 76). Mất đi người đứng đầu cũng như mất đi niềm tin từ dân chúng, Overwatch nhanh chóng tan rã. Bối cảnh trong trò chơi là các sự kiện diễn ra sau đó, Thế giới trong tình trạng vô cùng hỗn độn khi tội phạm hoành hành khắp nơi và người dân mất dần hi vọng. Các cựu thành viên của Overwatch không thể khoanh tay đứng nhìn và họ bắt đầu hành động.

### Vị trí
Nhân vật trong Overwatch được chia ra 3 nhóm (vai trò): Sát thương (Damage), Chống chịu (Tank) và Hỗ trợ (Support) (trước 2018 nhóm Damage còn được chia thành thành 2 nhóm Tấn công (Offense) và phòng thủ (Defense)). Những vai trò này phân loại các anh hùng bằng các đặc trưng về kỹ năng cũng như lối chơi của chúng. Sự xuất hiện đầu tiên của nhân vật Overwatch trong một trò chơi được phát hành vào ngày 19 tháng 4 năm 2016 là Heroes of the Storm. Trò chơi cũng đưa ra lời khuyên cho người chơi tùy thuộc vào những anh hùng đã được lựa chọn; ví dụ: nhóm sẽ khuyên người chơi chọn anh hùng thuộc vai trò Hỗ trợ nếu không có anh hùng hỗ trợ trong đội, v.v...
- Damage (Sát thương): Các nhân vật có thể gây lượng sát thương lớn theo thời gian. Trước 2018 nhóm này còn được chia làm hai nhóm:[5]
  - Offense (Tấn công): Các nhân vật vai trò tấn công có tính cơ động cao và được biết đến vì khả năng gây ra sát thương lớn.
  - Defense (Phòng thủ): Các nhân vật vai trò phòng thủ vượt trội trong việc bảo vệ các vị trí cụ thể và tạo ra các điểm ép góc đối phương. Một số anh hùng trong số họ cũng có thể cung cấp một số phương tiện hỗ trợ hạ gục, chẳng hạn như tháp canh (Sentry Turret) và bẫy thép (Steel Trap).
- Tank (Chống chịu): Các nhân vật vai trò Chống chịu có số lượng máu nhiều nhất trong số các nhân vật trong trò chơi. Do đó, họ có thể khiêu chiến đầu tiên, để phá vỡ đội hình quân địch. Các anh hùng vai trò Chống chịu cũng có nhiều cách khác nhau để bảo vệ bản thân và đội của họ với kỹ năng như dựng khiên.
- Support (Hỗ trợ): Nhân vật vai trò hỗ trợ là các nhân vật hữu ích có khả năng hồi máu, làm mạnh đồng đội họ hoặc làm suy yếu kẻ địch. Họ không gây ra nhiều sát thương.

### Các loại bản đồ
Trong kiểu chơi tiêu chuẩn và xếp hạng, và trong một số chế độ Giả lập đặc biệt, bản đồ được chọn ngẫu nhiên cho trận đấu. Mỗi bản đồ Overwatch có một loại bản đồ cụ thể mà nó hỗ trợ, bao gồm:

#### Các chế độ chính:
- Assault (Đột kích): Đội tấn công có nhiệm vụ chiếm hai điểm mục tiêu theo thứ tự trên bản đồ, trong khi đội phòng thủ phải dừng lại.
  - Temple of Anubis (Đền Anubis - Ai Cập)
  - Volskaya Industries (Khu công nghiệp Volskaya - Nga)
  - Hanamura (Nhật Bản)
  - Horizon Lunar Colony (Đường chân trời - Mặt Trăng)
  - Paris (Pháp)
- Escort (Hộ tống): Đội tấn công được giao nhiệm vụ hộ tống một xe hàng đến một điểm đích đến nhất định trước khi thời gian hết, trong khi đội phòng thủ phải chặn lại. Xe hàng vận chuyển theo một tuyến đường cố định khi bất kỳ người chơi nào trong đội tấn công đang ở gần nó, nhưng sẽ dừng lại nếu một người chơi đội phòng thủ đang ở gần; và khi không người chơi ở đội tấn công ở gần xe, nó sẽ bắt đầu di chuyển ngược trở lại dọc theo tuyến đường. Việc vượt qua các điểm kiểm soát cụ thể sẽ kéo dài thời gian trận đấu và ngăn không cho xe hàng di chuyển lùi từ điểm đó.
  - Dorado (Mexico)
  - Junkertown (Thị trấn rác - Úc)
  - Watchpoint: Gibraltar (Trạm giám sát: Gibraltar)
  - Route 66 (Tuyến Đường 66 - Mỹ)
  - Rialto (Venice - Ý)
- Hybrid (Hỗn hợp): Kết hợp của Đột kích và Hộ tống. Đội tấn công phải chiếm được xe hàng (như là một điểm mục tiêu từ tấn công) và hộ tống nó đến đích của nó, trong khi đội phòng thủ cố gắng giữ chúng lại.
  - Blizzardworld (Thế giới Blizzard - Mỹ)
  - Eichenwalde (Đức)
  - King's Row (Hẻm Vua - Vương Quốc Anh)
  - Hollywood (Mỹ)
  - Havana (La Habana - Cuba)
  - Numbani (Châu Phi)
- Control (Kiểm soát): Mỗi đội cố gắng chiếm và duy trì một điểm kiểm soát chung cho đến khi tiến trình chiếm đạt 100%. Chế độ chơi này được chơi ở kiểu đánh ba thắng hai (Best-of-three). Bản đồ kiểm soát được đặt ra theo kiểu đối xứng để không đội nào có lợi thế vị trí hồi sinh. 
  - Ilios (Hy Lạp)
  - Lijiang Tower (Tháp Lệ Giang - Trung Quốc)
  - Oasis (Ốc đảo - Iraq)
  - Nepal
  - Busan (Hàn Quốc)

#### Các chế độ phụ
- 1v1 Mystery Duel (Đấu tay đôi)
  - Castillo (Mexico)
  - Necropolis (Địa mộ - Ai Cập)
  - Black Forest (Rừng đen - Đức)
  - Ecopoint: Antarctica (Trạm khí tượng: Nam Cực)
  - 1v1 Limited Duel là một chế độ tương tự nhưng cả hai bên được chon 1 trong 3 anh hùng giống nhau
- 3v3 Elimination (Đối kháng 3v3)
  - Castillo (Mexico)
  - Necropolis (Địa mộ - Ai Cập)
  - Black Forest (Rừng đen - Đức)
  - Ecopoint: Antarctica (Trạm khí tượng: Nam Cực)
  - Ayutthaya (Thái Lan)
  - 3v3 Lockout Elimination là một chế độ tương tự nhưng tướng đã đường dùng trong trận thắng sẽ không thể dùng lại
  - 6v6 Lockout Elimination là một chế độ tương tự như 3v3 Lockout Elimination nhưng mỗi bên có 6 người chơi
- Mystery Hero (Anh hùng ngẫu nhiên)
  - Tất cả các bản đồ như chế độ đấu thường
  - Được chơi ngẫu nhiên 1 anh hùng mỗi khi hồi sinh
- Total Mayhem (Rối loạn hoàn toàn)
  - Tất cả các bản đồ như chế độ đấu thường
  - Gấp đôi máu, tất cả thời gian hồi chiêu được giảm 1/4
- No Limit (Phá bỏ giới hạn)
  - Tất cả các map như chế độ đấu thường
  - Không giới hạn số lượng người chơi chung 1 hero
- No Gravity (Không trọng lực)
- Arena (Đấu trường):
  - Castillo (Mexico)
  - Necropolis (Địa mộ - Ai Cập)
  - Black Forest (Rừng đen - Đức)
  - Ecopoint: Antarctica (Trạm khí tượng: Nam Cực)
- Deathmatch (Tử chiến)
  - Chateau Guillard (Lâu đài Guillard - Pháp)
  - Petra (Jordan)
- Capture-the-Flag (Cướp cờ)
  - Ayutthaya (Thái Lan)

Mỗi chế độ bao gồm khoảng "Thời khắc quyết định" (Overtime) nếu chưa hoàn thành mục tiêu của đội tấn công, và yêu cầu đội tấn công tích cực thúc đẩy mục tiêu. Ví dụ: nếu đội tấn công không hộ tống xe hàng tới điểm dừng tiếp theo của Hộ tống hoặc không thể kiểm soát điểm được giữ của đội đối phương trong Kiểm soát, họ sẽ nhận được thêm thời gian nếu họ vẫn ở gần điểm kiểm soát hoặc xe hàng. Thanh "thời khắc quyết định" sẽ tiếp tục nếu đội tấn công liên tục hộ tống hay kiểm soát mục tiêu của họ. Nếu đội tấn công bị đẩy ra khỏi điểm kiểm soát hoặc xe hàng, đội tấn công có một khoảng thời gian giới hạn được hiển thị bởi một đồng hồ đếm ngược để thiết lập lại cuộc tấn công của họ trước khi họ bị thua mất vòng đấu đó; thời gian của đồng hồ đếm ngược này càng ngắn nếu "Thời khắc quyết định" trôi qua càng lâu. Ngoài ra, thời gian xuất hiện của đội phòng thủ được thêm hai giây nữa trong "Thời khắc quyết định" - nhưng chỉ khi người chơi chết trong "Thời khắc quyết định".
Các bản đồ khác được thiết kế dưới dạng các bản đồ đấu trường nhỏ hỗ trợ các chế độ đấu khác thay thế trong Giả lập. Các chế độ này chủ yếu là các trận đấu tiêu diệt, bao gồm cả trận đấu 3v3 và 1v1. Trong các trận Tiêu diệt, nếu một nhân vật bị hạ gục, họ sẽ không hồi sinh lại cho đến khi vòng tiếp theo, với mỗi vòng kết thúc khi tất cả các thành viên trong một nhóm đã bị hạ gục hoặc đạt đến một thời gian nhất định. Các vòng chơi được thực hiện cho đến khi đạt được một điểm điểm nhất định của một đội. Bản đồ đầu tiên "Trạm khí tượng: Nam Cực" được giới thiệu vào giữa tháng 11 năm 2016, trong khi ba bản đồ đấu trường mới được lên kế hoạch phát hành trong sự kiện kỷ niệm đầu tiên của trò chơi. Blizzard cũng đang phát triển một chế độ truyền thống là Đấu đơn, được giới thiệu vào tháng 8 năm 2017. Trong chế độ này, những người chơi bị hạ gục sẽ được hồi sinh trở lại bình thường bất kỳ lúc nào. Người chơi có thể kiếm được một điểm nếu họ hạ gục một người chơi, và mất đi một điểm nếu họ chết bởi sát thương tự gây ra hoặc nhảy xuống vực, nước. Người chơi đầu tiên trong Đấu đơn đạt được hai mươi điểm, hoặc đội đầu tiên đạt 30 điểm trong Đấu đội sẽ chiến thắng.
Với việc cập nhật kiểu đấu tuỳ chọn vào tháng 2 năm 2017, nhiều bản đồ kiểm soát cũng có thể được thiết lập để chơi trong các kiểu đấu thông thường như Cướp cờ. Cả hai đội đều có một lá cờ mà họ phải bảo vệ khỏi đội đối phương. Để lấy cờ của đội đối phương, người chơi phải giữ nhân vật của họ gần với lá cờ và không bị nhận sát thương trong một vài giây. Một khi họ có lá cờ, họ phải đưa lá cờ đó trở lại vị trí cờ của họ để kiếm được điểm chiếm giữ. Nếu nhân vật bị hạ gục, lá cờ sẽ bị rơi và nhóm chiếm giữ phải tuân theo các quy tắc tương tự để nhặt nó lên, hoặc nếu đội sở hữu ở gần cờ, nó sẽ tự động trở lại vị trí ban đầu của nó. Một đội có thể chiếm được cờ đối phương ngay cả khi cờ của họ đã được trở về vị trí cũ. Trận đấu kết thúc sau khi một đội giành được 3 cờ hoặc 5 phút đã hết thời gian, tùy đội nào giành được nhiều nhất.
Hầu hết các bản đồ của trò chơi đều lấy cảm hứng từ các địa danh thực tế; bốn bản đồ đầu tiên, "Hẻm vua", "Hanamura", "Đền Anubis" và "Ilios" được lấy cảm hứng từ London, Nhật Bản, những tàn tích của Ai Cập cổ đại, và Hy Lạp.

### Chế độ chơi
Tìm trận đấu cho phép người chơi, một mình, hoặc trong một nhóm với bạn bè được mời, để được đấu ngẫu nhiên phù hợp với người chơi khác cùng trình độ. Các máy chủ sẽ cố gắng kết hợp các người chơi đã tập hợp trong nhóm thông qua một hàng chờ động với những người khác dựa trên trình độ kỹ năng chung, chỉ mở rộng phạm vi và thời gian tìm kiếm nếu phải tìm kiếm người chơi phù hợp. Blizzard làm việc để điều chỉnh cách tiếp cận kết hợp này để đảm bảo rằng người chơi sẽ tìm thấy những trận đấu của những người có trình độ kỹ năng gần như tương đương.
Trận đấu tùy chọn cho phép người chơi thiết lập trận đấu riêng theo ý muốn của họ với một số tùy chọn có thể điều chỉnh, chẳng hạn như điều chỉnh độ dài trận đấu phù hợp, chọn bản đồ để chơi, giới hạn về việc lựa chọn nhân vật và các tùy chọn tương tự. Khi các tính năng trận đấu Tùy chọn được ra mắt lần đầu tiên, người chơi không nhận được kinh nghiệm khi chơi trận đấu tùy chọn cũng như trong các chế độ đặc trưng, xếp hạng. Bản cập nhật tháng 2 năm 2017 cho phép nhận được kinh nghiệm từ các trận đấu tùy chọn. Bản cập nhật này cũng bổ sung thêm nhiều tính năng tuỳ chỉnh khác, bao gồm hỗ trợ chế độ Cướp cờ, và cung cấp phòng đấu máy chủ có thể lọc các tập hợp các tính năng trong trận đấu khác nhau.

#### Kiểu đấu xếp hạng
Chế độ xếp hạng cho phép người chơi, tách biệt ở cả khu vực và nền tảng, tham gia chơi xếp hạng. Chế độ xếp hạng được hoạt động trong các mùa giải, mỗi mùa giải kéo dài trong hai tháng mỗi lần cùng với thời gian nghỉ ngắn khi hết mùa giải (từ 2-4 ngày) để Blizzard có thể thực hiện những thay đổi cần thiết cho mùa giải tới; một trường hợp ngoại lệ đã được thực hiện cho mùa giải đầu tiên đó là thời gian nghỉ khi hết mùa kéo dài tới nửa tháng để sắp xếp thời gian cho các mùa trong tương lai để rơi vào mùa lịch. Người chơi phải đạt đến cấp độ 25 để tham gia vào trận đấu xếp hạng. Trước khi họ có thể biết mình được xếp hạng nào trong mùa giải đó, họ phải thi đấu 10 trận đấu đầu tiên để thiết lập bậc hạng, và một phần bị ảnh hưởng bởi bậc hạng của người chơi tại mùa giải trước đó. Trận đấu xếp hạng này sau đó được sử dụng cho việc tìm trận đấu trong các trận đấu xếp hạng trong tương lai mà họ chơi trong mùa giải đó. Bậc hạng của người chơi có thể kéo lên hoặc hay tụt xuống trong suốt mùa giải, tùy theo năng lực của họ. Các khía cạnh cụ thể của hệ thống xếp hạng qua các mùa được mô tả dưới đây.
- Trong mùa 1, bảng xếp hạng kỹ năng được phân chia theo thang điểm từ 1 đến 100. Người chơi đã được thưởng vào cuối mùa giải bằng tiền tệ trong trò chơi dựa trên bảng xếp hạng này. Blizzard nhận thấy rằng người chơi đã quá tập trung chặt chẽ vào những con số này, dẫn đến sự thay đổi của mùa 2.
- Trong mùa 2, bảng xếp hạng kỹ năng được phân chia theo thang điểm từ 1 đến 5000. Tùy theo khả năng của họ, họ sẽ được xếp vào 1 trong 7 bậc hạng: Đồng, Bạc, Vàng, Bạch Kim, Kim Cương, Cao Thủ và Thách Đấu. Người chơi có thể lên bậc hạng bằng cách thắng nhiều trận đấu. Đối với tất cả những người thuộc bậc hạng Kim Cương, người chơi không thể rơi xuống bậc hạng thấp hơn ngay cả khi kỹ năng của họ giảm xuống dưới ngưỡng của bậc hạng. Bậc hạng Cao Thủ và Thách Đấu yêu cầu người chơi phải tiếp tục chơi, nếu thua quá nhiều trận đấu hay không chơi trong 1 khoảng thời gian nhất định thì người chơi sẽ bị rơi bậc hạng. Kết thúc mùa thì phần thưởng sẽ tương ứng với bậc hạng của họ. Blizzard nhận thấy rằng phương pháp nâng cấp bảng xếp hạng kỹ năng của mùa 1 và mùa 2 đã gây ra quá nhiều người chơi có bậc hạng thấp hơn lại lọt vào bậc hạng Vàng và Bạch Kim. Điều này gây mất cân bằng trong việc xếp hạng kỹ năng của người chơi, dẫn đến người chơi có bậc hạng Vàng và Bạch Kim bị hạ.
- Trong mùa 3, Blizzard đã sử dụng tính toán xếp hạng kỹ năng vào đầu mùa giải làm giảm bậc hạng mùa 2 của người chơi để phân loại người chơi tốt hơn vào bậc hạng ban đầu, giữ kỹ năng của người chơi ở mức tương đối ở mỗi bậc hạng phù hợp vào đầu mùa giải.Họ đã phát hiện ra rằng các thuật toán của họ đã đặt quá nhiều người chơi vào bậc hạng Vàng và Bạch Kim vào đầu mùa 2, tạo ra sự mất cân bằng và giảm nhanh bậc hạng của người chơi.
- Trong mùa 4, định dạng cơ bản từ mùa 3 đã được sử dụng với các cập nhật nhỏ cho hệ thống phân cấp. Ví dụ: Mùa 4 tăng số lượng trận đấu mà những người chơi ở bậc hạng cao nhất cần phải chơi mỗi tuần để duy trì vị trí của họ trong các cấp bậc đó, trong khi ẩn bất kỳ xếp hạng kỹ năng cấp thấp nào dưới 500 để tránh khuyến khích mọi người cố gắng đạt được mục tiêu 0 điểm xếp hạng.
- Bắt đầu từ mùa 6, các mùa giải sẽ giảm xuống còn hai tháng, một sự cân bằng mà Blizzard tìm thấy từ phản hồi của người chơi. Hơn nữa, các trận đấu ở vị trí dự kiến sẽ cung cấp một đánh giá chính xác hơn về đánh giá kỹ năng của một người, với kinh nghiệm mà người chơi có bậc hạng cao hơn có thể cần phải đợi lâu hơn cho các trận đấu để tìm trận đấu tốt hơn.

Các trận đấu xếp hạng diễn ra trên bản đồ Kiểm soát ban đầu được thực hiện theo kiểu Bo5 chứ không phải Bo3 như trận đấu nhanh, cho đến mùa 6 mới trở lại theo kiểu Bo3. Các trận đấu xếp hạng diễn ra trên bản đồ Đột kích, Hộ tống, Hỗn hợp được chia làm 2 vòng, đổi vị trí sau mỗi vòng đấu. Đối với bản đồ Hộ tống hay Hỗn hợp, nếu đội tấn công không hộ tống xe hàng đến đích, thì khoảng cách xa nhất mà họ hộ tống được sẽ sử dụng làm mốc cuối cho đội kia. Sau hai vòng đấu, đội có số điểm cao nhất sẽ là đội chiến thắng. Trong một số trường hợp, trận đấu có thể hòa. Cơ chế hòa đã thay đổi trong các mùa
- Trong mùa 1, các trận đấu kết được giải quyết bằng một vòng chết bất ngờ (Sudden Death); một đội sẽ được lựa chọn ngẫu nhiên với nhiệm vụ tấn công và được đưa ra thời gian trận đấu khoảng hai phút (thời gian thay đổi theo bản đồ) mà không có Thời khắc quyết định (Overtime) để đảm bảo kiếm một điểm kiểm soát để giành chiến thắng trong trận đấu; nếu không, đội phòng thủ sẽ thắng.
- Trong mùa 2 và 3, trận đấu kết được giải quyết dựa trên thời gian mỗi đội đã để lại sau khi hoàn thành vòng đó. Nếu các đội đã hết thời gian mà không hoàn thành mục tiêu, trận đấu sẽ được coi là trận hòa. Nếu không, mỗi đội sẽ luân phiên nhau làm đội tấn công trong khi họ vẫn còn thời gian tích lũy để cố ghi nhiều điểm nhất có thể cho đến khi cả hai đội hết thời gian (kết thúc bằng một trận hòa) hoặc một đội ghi được nhiều điểm hơn các đội khác. Các mục tiêu hoàn thành không thưởng cho đội tấn công thêm bất kỳ thời gian nào trong chế độ này.

Sau mỗi trận thắng mỗi người chơi trong chế độ xếp hạng kiếm được một số đơn vị tiền tệ trong xếp hạng được gọi là "xu xếp hạng": 10 xu cho một trận thắng, và 3 xu cho một trận hòa.
Chế độ mở rộng trong các sự kiện
- Lúcioball (Thế vận hội Mùa hè) và Copa Lúcioball (Chế độ đấu hạng mở rộng)
  - Estádio das Rãs (Brazil)
  - Sydney Harbour Arena (Úc)
  - Busan Stadium (Sân vận động Busan, Hàn Quốc)
- Junkenstein's Revenge (Junkenstein báo thù)
  - Eichenwalde (Mối đe doạ đêm Halloween-Đức)
  - Junkenstein Endless (Tương tự như Junkenstein Revenge nhưng không giới hạn độ khó và màn chơi)
- Mei's Snowball Offensive (Tạm dịch: Ném cầu tuyết cùng Mei)
  - Black Forest (Rừng đen - Đức, Winter Wonderland
  - Ecopoint: Antarctica (Trạm khí tượng: Nam Cực, Thiên đường Mùa đông)
- Yeti Hunter (Săn Người Tuyết)
  - Nepal Village (Làng Nepal-Nepal, Thiên đường Mùa đông)
- Uprising [6](Nổi dậy)
  - King's Row (Luân Đôn-Anh, Uprising)
- Retribution[6] (Sự trừng phạt thích đáng)
  - Rialto (Ý, Retribution)
- Storm Rising [6](Cơn bão trỗi dậy)
  - Havana (Cuba, Storm Rising)

## Danh sách anh hùng của Overwatch và diễn viên lồng tiếng
| Tên anh hùng  | Họ và tên đầy đủ                                         | Diễn viên lồng tiếng Anh | Vai trò chiến đấu       | Tuổi       | Khu vực hoạt động                                                     | Sự liên kết                                                          | Ngày phát hành  |
| ------------- | -------------------------------------------------------- | ------------------------ | ----------------------- | ---------- | --------------------------------------------------------------------- | -------------------------------------------------------------------- | --------------- |
| Ana           | Ana Amari (آنا عماري)                                    | Aisha Selim              | Hỗ trợ                  | 60         | Cairo, Ai Cập                                                         | Overwatch (quá khứ)                                                  | 12.07.2016      |
| Ashe          | Elizabeth Caledonia "Calamity" Ashe                      | Jennifer Hale            | Sát thương              | 39         | Deadlock Gorge, Arizona, Mỹ                                           | Băng nhóm Deadlock                                                   | 03.11.2018      |
| Baptiste      | Jean-Baptiste Augustin                                   | Benz Antoine             | Hỗ trợ                  | 36         | Tortuga, Haiti (quá khứ)                                              | Liên minh Caribbean (quá khứ), Talon (quá khứ)                       | 25.02.2019      |
| Bastion       | Máy chiến đấu E54 "Bastion" do SST Laboratories sản xuất | Chris Metzen             | Sát thương (Phòng thủ)  | 30         | Không rõ                                                              | Không rõ                                                             | 27.10.2015      |
| Brigitte      | Brigitte Lindholm                                        | Matilda Smedius          | Hỗ trợ                  | 23         | Gothenburg, Thụy Điển                                                 | Kỹ sư cơ khí, nhà thám hiểm.                                         | 20.03.2018      |
| D.Va          | Song Ha Na (송하나)                                      | Charlet Chung            | Chống chịu              | 19         | Busan, Hàn Quốc                                                       | Gamer. Nhóm di dân chiến đấu của quân đội Hàn Quốc                   | 10.11.2015      |
| Doomfist      | Akan Ogundimu                                            | Sahr Ngaujah             | Sát thương (Tấn công)   | 45         | Oyo, Nigeria                                                          | Talon                                                                | 06.07.2017      |
| Genji         | Shimada Genji (島田 源氏)                                | Gaku Space               | Sát thương (Tấn công)   | 35         | Hanamura, Nhật Bản (quá khứ) Tu viện Shambali, Nepal                  | Gia tộc Shimada (quá khứ), Overwatch (quá khứ), Blackwatch (quá khứ) | 10.11.2015      |
| Hanzo         | Shimada Hanzō (島田 半蔵)                                | Paul Nakauchi            | Sát thương (Phòng thủ)  | 38         | Hanamura, Nhật Bản                                                    | Gia tộc Shimada (quá khứ)                                            | 27.10.2015      |
| Junkrat       | Jamison Fawkes                                           | Chris Parson             | Sát thương (Phòng thủ)  | 25         | Thị trấn rác, Úc (quá khứ)                                            |                                                                      | 27.10.2015      |
| Lúcio         | Lúcio Correia dos Santos                                 | Jonny Cruz               | Hỗ trợ                  | 26         | Rio de Janeiro, Brazil                                                | Không rõ                                                             | 27.10.2015      |
| McCree        | Jesse McCree                                             | Matthew Merser           | Sát thương (Tấn công)   | 37         | Santa Fe, New Mexico, Mỹ                                              | Overwatch (quá khứ), Blackwatch (quá khứ)                            | 27.10.2015      |
| Mei           | Zhou Mei Ling (周美灵)                                   | Yu Zhang                 | Sát thương (Phòng thủ)  | 31         | Tây An, Trung Quốc (quá khứ)                                          | Overwatch (quá khứ)                                                  | 10.11.2015      |
| Mercy         | Angela Ziegler                                           | Lucie Pohl               | Hỗ trợ                  | 37         | Zürich, Thụy Sĩ                                                       | Overwatch (quá khứ)                                                  | 27.10.2015      |
| Moira         | Moira O'Doran                                            | Genevieve O'Reilly       | Hỗ trợ                  | 48         | Dublin, Ireland Oasis, Iraq                                           | Blackwatch (quá khứ)                                                 | 03.11.2017      |
| Orisa         | Orisa                                                    | Cherrelle Skeete         | Chống chịu              | 1 tháng    | Numbani                                                               | Không rõ                                                             | 02.03.2017      |
| Pharah        | Fareeha Amari (فريحة عماري)                              | Jen Cohn                 | Sát thương (Tấn công)   | 32         | Giza, Ai Cập                                                          | Cơ quan an ninh quốc tế Helix                                        | 27.10.2015      |
| Reaper        | Gabriel Reyes                                            | Keith Fergusion          | Sát thương (Tấn công)   | Không rõ   | Los Angeles, Mỹ (quá khứ)                                             | Overwatch (quá khứ), Blackwatch (quá khứ)                            | 27.10.2015      |
| Reinhardt     | Reinhardt Wilhelm                                        | Darin De Paul            | Chống chịu              | 61         | Stuttgart, Đức                                                        | Overwatch (quá khứ)                                                  | 27.10.2015      |
| Roadhog       | Mako Rutledge                                            | Josh Petersdorf          | Chống chịu              | 48         | Thị trấn rác, Úc (quá khứ)                                            |                                                                      | 27.10.2015      |
| Sigma         | Siebren de Kuiper                                        | Boris Hiestand           | Chống chịu              | 62         | The Hague, Netherlands (quá khứ)                                      | Talon                                                                | Đang thử nghiệm |
| Soldier: 76   | John "Jack" Morrison                                     | Fred Tataskior           | Sát thương (Tấn công)   | Không biết | Bloomington, Mỹ (quá khứ)                                             | Overwatch (quá khứ)                                                  | 27.10.2015      |
| Sombra        | Olivia Colomar                                           | Carolina Ravassa         | Sát thương (Tấn công)   | 30         | Castillo, Mexico                                                      | Los Muertos (quá khứ)                                                | 15.11.2016      |
| Symmetra      | Satya Vashvani (सत्य वासवानी)                                | Anjali Bimani            | Sát thương (cũ: Hỗ trợ) | 28         | Utopia, Ấn Độ                                                         | Tổng công ty Vishkar                                                 | 27.10.2015      |
| Torbjörn      | Torbjörn Lindholm                                        | Keith Silverstein        | Sát thương (Phòng thủ)  | 57         | Göteborg, Thụy Điển                                                   | Overwatch (quá khứ)                                                  | 27.10.2015      |
| Tracer        | Lena Oxton                                               | Kara Theobald            | Sát thương (Tấn công)   | 26         | Luân Đôn, Anh                                                         | Overwatch (quá khứ)                                                  | 27.10.2015      |
| Widowmaker    | Amélie Lacroix                                           | Chloé Hollings           | Sát thương (Phòng thủ)  | 33         | Annecy, Pháp                                                          | Talon                                                                | 27.10.2015      |
| Winston       | Winston                                                  | Crispin Freeman          | Chống chịu              | 29         | "Đường chân trời" trên mặt trăng (quá khứ)                            | Overwatch (quá khứ)                                                  | 27.10.2015      |
| Wrecking Ball | Hammond                                                  |                          | Chống chịu              | 14         | "Đường chân trời" trên mặt trăng (quá khứ)                            |                                                                      | 29.06.2018      |
| Zarya         | Alexandra Zaryanova (Александра Зарянова)                | Dolya Gavanski           | Chống chịu              | 28         | Krasnoyarsk, Nga                                                      | Lực lượng Quốc phòng Nga                                             | 27.10.2015      |
| Zenyatta      | Tekhartha Zenyatta                                       | Feodor Chin              | Hỗ trợ                  | 20         | Tu viện Shambali, Nepal                                               | Shambali (quá khứ)                                                   | 27.10.2015      |
| Echo          |                                                          | Jeannie Bolet            | Sát thương (tấn công)   | Không rõ   | Switzerland (quá khứ), United States (quá khứ), Watchpoint: Gibraltar | Omnica Corporation (quá khứ)                                         | 14.4.2020       |

## Truyền thông
Trước thềm Overwatch chính thức được ra mắt, hãng Blizzard Entertainment đã tung ra những trailers hé lộ một phần cốt truyện. Đặc biệt là các tập truyện tranh và bốn bộ phim ngắn kể về câu chuyện của những nhân vật trong trò chơi. Phim ngắn "Triệu tập" (Recall) nói về cuộc đấu giữa Winston và Reaper, cũng là nguyên nhân cho sự tái hợp của Overwatch. Phim ngắn "Sự sống" (Alive) nói về cuộc đối đầu giữa Tracer và Widowmaker trong phi vụ Widowmaker ám sát Tekhartha Mondatta, một nhà sư Omnic với tư tưởng bình đẳng giữa con người và máy móc và được loài người kính nể. Phim ngắn "Rồng" (Dragon) kể về cuộc đụng độ giữa hai anh em Genji và Hanzo. Cuối cùng, phim ngắn "Anh hùng" (Hero) giới thiệu về Soldier: 76 và niềm hi vọng được nhen nhóm trở lại.

## Giải đấu thể thao điện tử
Ngay khi vừa mới phát hành, Overwatch cũng nhanh chóng được trở thành một bộ môn thể thao điện tử e-sports. Các giải đấu Overwatch đã được Blizzard Entertainment tổ chức ở nhiều nơi trên thế giới với các mức độ khác nhau. Tiêu biểu nhất là ba giải đấu: Overwatch Worldcup, Overwatch League và Overwatch Contenders.

## Tiếp nhận
Overwatch đã nhận được "sự hoan nghênh toàn cầu" khi phát hành, theo trang tổng hợp đánh giá Metacritic. Vince Ingenito của IGN khen ngợi các nhân vật và bản đồ của trò chơi, viết "Overwatch tận dụng mọi cơ hội có thể để làm cho dàn diễn viên và ngôn ngữ của nó giống như con người và địa điểm thực hơn là những con rối và phong cảnh." Ingenito nói thêm rằng trò chơi có "trải nghiệm trực tuyến mạnh, giúp người chơi tham gia trò chơi một cách nhanh chóng và đáng tin cậy." Andrew Webster của The Verge ca ngợi Overwatch và các tựa game trước đó là Titanfall và Splatoon là "game bắn súng trực tuyến thân thiện" có chỗ cho cả người chơi mới và người chơi bình thường, những người có thể không muốn làm chủ trò chơi nhưng vẫn có thể cạnh tranh công bằng với những người khác, những người chơi chuyên nghiệp có thể sử dụng các anh hùng khác nhau để thích ứng với các chiến thuật năng động của trò chơi. Webster tiếp tục trích dẫn bầu không khí của Overwatch như một lý do cho khả năng tiếp cận của trò chơi, viết, "Điều đầu tiên làm cho Overwatch trở nên hấp dẫn và dễ tiếp cận chính là thế giới của nó. Đây không phải là game bắn súng một màu với tông nâu xám buồn tẻ quen thuộc. Thay vào đó, nó tươi sáng và đầy màu sắc, với dàn nhân vật đa dạng và chiết trung." Caty McCarthy của Kill Screen cũng có suy nghĩ tương tự, viết "Khi chơi Overwatch, người chơi bị hấp dẫn bởi tính tích cực tỏa ra từ nó. Một thế giới tràn ngập màu sắc sống động và sự cạnh tranh tràn đầy năng lượng, vui tươi, giống như trò chơi bắn súng sáng tạo thân thiện với trẻ em là Splatoon của Nintendo."
Mike Minotti của VentureBeat khen ngợi lối chơi dựa trên tổ đội, danh sách nhân vật đa dạng của trò chơi và các cài đặt đầy màu sắc, cũng như các đồ trang trí có thể mở khóa, kiếm được thông qua việc tăng cấp và kết nối máy chủ mượt mà. Đề cập đến những điểm tương đồng của nó với Team Fortress 2, Minotti xác nhận rằng "[Overwatch có] các lớp riêng biệt, chiến đấu dựa trên mục tiêu và đồng đội, và phong cách nghệ thuật tươi sáng, giống như phim hoạt hình" và rằng "Overwatch chắc chắn lấy rất nhiều cảm hứng từ loạt game bắn súng trực tuyến của Valve", nhưng vẫn cho là [Overwatch] tốt hơn. "Daniel Tack của The News & Observer đã đón nhận trò chơi một cách tích cực, bày tỏ rằng "bất kể điều gì xảy ra - thắng hay thua - bạn vẫn sẽ vui vẻ", nói thêm rằng "sức mạnh của trò chơi nằm ở sự đơn giản và trau chuốt của nó." Tack tiếp tục ca ngợi các nhân vật của trò chơi, viết rằng "Những nhân vật khó quên là mạch máu và động lực của Overwatch." Hugh Johnson của The Denver Post ca ngợi trò chơi vì sự tập trung vào các nhân vật, thay vì tập trung vào các trò chơi bắn súng góc nhìn thứ nhất truyền thống, chẳng hạn như tải vũ khí và nâng cấp màn chơi. Johnson tiếp tục nhấn mạnh rằng các nhân vật được viết cân bằng, "Câu hỏi lớn với những game bắn súng dựa trên lớp như thế này là liệu các nhân vật có được cân bằng hay không," thể hiện rằng "một số nhân vật tự nhiên tốt hơn, nhưng không có nhân vật nào bị chế ngự đến mức sự hiện diện đơn thuần là thần chú diệt vong đối với đối thủ của họ." Tháng 6 năm 2016, Joshua Rivera của Vulture đã liệt kê Overwatch là một trong những "trò chơi điện tử hay nhất năm 2016 (cho đến nay)", viết rằng "Thật khó để tách trò chơi Overwatch khỏi câu hiện tượng Overwatch—và tại sao phải bận tâm, cả hai đều hấp dẫn."

### Doanh số bán hàng
Một tuần kể từ khi ra mắt, Blizzard đã báo cáo hơn bảy triệu người chơi Overwatch với tổng thời gian chơi tích lũy là 119 triệu giờ; Blizzard đã báo cáo hơn 10 triệu người chơi vào giữa tháng 6 và lượng người chơi tiếp tục tăng, với 60 triệu người chơi tính đến tháng 4 năm 2021. NPD Group, một công ty theo dõi ngành trò chơi điện tử, đã báo cáo Overwatch là tựa game bán chạy thứ ba trong danh sách trò chơi điện tử bán lẻ (nb. giảm giá bán kỹ thuật số thông qua Battle.net) ở Mỹ vào tháng 5 năm 2016 vào tháng phát hành và là trò chơi bán chạy nhất vào tháng 6 năm 2016; NPD Group sau đó đã báo cáo rằng đây là trò chơi bán chạy cao thứ 7 tính theo doanh thu (không bao gồm doanh thu từ Battle.net) ở Hoa Kỳ trong cả năm 2016. Với doanh số bán kỹ thuật số, Overwatch là trò chơi bán chạy nhất trong tháng phát hành. SuperData Research ước tính rằng Overwatch đã mang lại hơn 269 triệu đô la doanh thu từ việc bán kỹ thuật số trên toàn thế giới vào tháng 5, và hơn 565 triệu đô la từ doanh thu trên máy tính cá nhân vào cuối năm 2016, khiến nó trở thành trò chơi trả phí dành cho máy tính cá nhân có doanh thu cao nhất trong năm đó.

### Giải thưởng
Sau nhiều năm kể từ khi phát hành, Overwatch vẫn tiếp tục được đề cử và trao giải vì sức mạnh của nó với vai trò như một trò chơi thể thao điện tử tiêu biểu, cũng như nội dung liên tục được thêm vào phần chính.
| Năm  | Giải thưởng                       | Hạng mục                                                | Kết quả   | Tham khảo     |
| ---- | --------------------------------- | ------------------------------------------------------- | --------- | ------------- |
| 2016 | Golden Joystick Awards            | Best Original Game                                      | Đoạt giải | [ 42 ] [ 43 ] |
| 2016 | Golden Joystick Awards            | Best Visual Design                                      | Đề cử     | [ 42 ] [ 43 ] |
| 2016 | Golden Joystick Awards            | Best Audio                                              | Đề cử     | [ 42 ] [ 43 ] |
| 2016 | Golden Joystick Awards            | Best Multiplayer Game                                   | Đoạt giải | [ 42 ] [ 43 ] |
| 2016 | Golden Joystick Awards            | Best Gaming Moment (Play of the Game)                   | Đoạt giải | [ 42 ] [ 43 ] |
| 2016 | Golden Joystick Awards            | Game of the Year                                        | Đề cử     | [ 42 ] [ 43 ] |
| 2016 | Golden Joystick Awards            | PC Game of the Year                                     | Đoạt giải | [ 42 ] [ 43 ] |
| 2016 | Golden Joystick Awards            | Competitive Game of the Year                            | Đoạt giải | [ 42 ] [ 43 ] |
| 2016 | The Game Awards 2016              | Game of the Year                                        | Đoạt giải | [ 44 ] [ 45 ] |
| 2016 | The Game Awards 2016              | Best Game Direction                                     | Đoạt giải | [ 44 ] [ 45 ] |
| 2016 | The Game Awards 2016              | Best Art Direction                                      | Đề cử     | [ 44 ] [ 45 ] |
| 2016 | The Game Awards 2016              | Best Action Game                                        | Đề cử     | [ 44 ] [ 45 ] |
| 2016 | The Game Awards 2016              | Best Multiplayer                                        | Đoạt giải | [ 44 ] [ 45 ] |
| 2016 | The Game Awards 2016              | ESports Game of the Year                                | Đoạt giải | [ 44 ] [ 45 ] |
| 2016 | Hollywood Music in Media Awards   | Best Original Score – Video Game                        | Đoạt giải | [ 46 ]        |
| 2017 | D.I.C.E. Awards                   | Game of the Year                                        | Đoạt giải | [ 47 ]        |
| 2017 | D.I.C.E. Awards                   | Action Game of the Year                                 | Đoạt giải | [ 47 ]        |
| 2017 | D.I.C.E. Awards                   | Outstanding Achievement in Animation                    | Đề cử     | [ 47 ]        |
| 2017 | D.I.C.E. Awards                   | Outstanding Technical Achievement                       | Đề cử     | [ 47 ]        |
| 2017 | D.I.C.E. Awards                   | Outstanding Achievement in Online Gameplay              | Đoạt giải | [ 47 ]        |
| 2017 | D.I.C.E. Awards                   | Outstanding Achievement in Game Design                  | Đoạt giải | [ 47 ]        |
| 2017 | 2017 SXSW Gaming Awards           | Video Game of the Year                                  | Đề cử     | [ 48 ] [ 49 ] |
| 2017 | 2017 SXSW Gaming Awards           | ESports Game of the Year                                | Đoạt giải | [ 48 ] [ 49 ] |
| 2017 | 2017 SXSW Gaming Awards           | Trending Game of the Year                               | Đoạt giải | [ 48 ] [ 49 ] |
| 2017 | 2017 SXSW Gaming Awards           | Excellence in Design                                    | Đề cử     | [ 48 ] [ 49 ] |
| 2017 | 2017 SXSW Gaming Awards           | Most Promising New Intellectual Property                | Đoạt giải | [ 48 ] [ 49 ] |
| 2017 | 2017 SXSW Gaming Awards           | Most Memorable Character (Tracer)                       | Đề cử     | [ 48 ] [ 49 ] |
| 2017 | 2017 SXSW Gaming Awards           | Excellence in Multiplayer                               | Đoạt giải | [ 48 ] [ 49 ] |
| 2017 | 2017 SXSW Gaming Awards           | Excellence in Art                                       | Đề cử     | [ 48 ] [ 49 ] |
| 2017 | 2017 SXSW Gaming Awards           | Excellence in Animation                                 | Đề cử     | [ 48 ] [ 49 ] |
| 2017 | Game Developers Choice Awards     | Game of the Year                                        | Đoạt giải | [ 50 ] [ 51 ] |
| 2017 | Game Developers Choice Awards     | Best Audio                                              | Đề cử     | [ 50 ] [ 51 ] |
| 2017 | Game Developers Choice Awards     | Best Design                                             | Đoạt giải | [ 50 ] [ 51 ] |
| 2017 | Game Developers Choice Awards     | Best Technology                                         | Đề cử     | [ 50 ] [ 51 ] |
| 2017 | Game Developers Choice Awards     | Best Visual Art                                         | Đề cử     | [ 50 ] [ 51 ] |
| 2017 | 13th British Academy Games Awards | Best Game                                               | Đề cử     | [ 52 ] [ 53 ] |
| 2017 | 13th British Academy Games Awards | Game Design                                             | Đề cử     | [ 52 ] [ 53 ] |
| 2017 | 13th British Academy Games Awards | Multiplayer                                             | Đoạt giải | [ 52 ] [ 53 ] |
| 2017 | 13th British Academy Games Awards | Original Property                                       | Đề cử     | [ 52 ] [ 53 ] |
| 2017 | 13th British Academy Games Awards | AMD Esports Audience Award                              | Đề cử     | [ 52 ] [ 53 ] |
| 2017 | ASCAP Composers' Choice Awards    | 2016 Video Game Score of the Year                       | Đề cử     | [ 54 ]        |
| 2017 | 2017 Teen Choice Awards           | Choice Video Game                                       | Đoạt giải | [ 55 ]        |
| 2017 | Golden Joystick Awards            | eSports Game of the Year                                | Đoạt giải | [ 56 ] [ 57 ] |
| 2017 | Golden Joystick Awards            | Still Playing                                           | Đề cử     | [ 56 ] [ 57 ] |
| 2017 | The Game Awards 2017              | Best Ongoing Game                                       | Đoạt giải | [ 58 ]        |
| 2017 | The Game Awards 2017              | Best eSports Game                                       | Đoạt giải | [ 58 ]        |
| 2018 | 14th British Academy Games Awards | Evolving Game                                           | Đoạt giải | [ 59 ]        |
| 2018 | 2018 Webby Awards                 | Best Game Design                                        | Đoạt giải | [ 60 ]        |
| 2018 | 2018 Webby Awards                 | Best Multiplayer/Competitive Game                       | Đoạt giải | [ 60 ]        |
| 2018 | 2018 Teen Choice Awards           | Choice Video Game                                       | Đề cử     | [ 61 ] [ 62 ] |
| 2018 | Golden Joystick Awards            | Still Playing Award                                     | Đề cử     | [ 63 ] [ 64 ] |
| 2018 | Golden Joystick Awards            | eSports Game of the Year                                | Đoạt giải | [ 63 ] [ 64 ] |
| 2018 | The Game Awards 2018              | Best Ongoing Game                                       | Đề cử     | [ 65 ] [ 66 ] |
| 2018 | The Game Awards 2018              | Best eSports Game                                       | Đoạt giải | [ 65 ] [ 66 ] |
| 2019 | 2019 SXSW Gaming Awards           | Most Evolved Game                                       | Đề cử     | [ 67 ]        |
| 2019 | 15th British Academy Games Awards | Evolving Game                                           | Đề cử     | [ 68 ]        |
| 2019 | 2019 Webby Awards                 | Best Multiplayer/Competitive Game (People's Voice)      | Đoạt giải | [ 69 ]        |
| 2019 | Golden Joystick Awards            | eSports Game of the Year                                | Đề cử     | [ 70 ]        |
| 2019 | The Game Awards 2019              | Best Esports Game                                       | Đề cử     | [ 71 ]        |
| 2019 | The Game Awards 2019              | Best Esports Event (2019 Overwatch League Grand Finals) | Đề cử     | [ 71 ]        |
| 2020 | GLAAD Media Awards                | Outstanding Video Game                                  | Đề cử     | [ 72 ]        |